# Kottapalli
Kottapalli är en ort i Indien.   Den ligger i distriktet Karīmnagar och delstaten Telangana, i den centrala delen av landet, 1 100 km söder om huvudstaden New Delhi. Kottapalli ligger 294 meter över havet och antalet invånare är 9 899.
Terrängen runt Kottapalli är platt. Runt Kottapalli är det mycket tätbefolkat, med 1 266 invånare per kvadratkilometer. Närmaste större samhälle är Karīmnagar, 7,2 km sydost om Kottapalli. Omgivningarna runt Kottapalli är en mosaik av jordbruksmark och naturlig växtlighet.